# Боргова безпека держави
Боргова безпека держави – невід’ємна складова фінансово-економічної безпеки держави, яка характеризується оптимальним рівнем та структурою державного боргу з урахуванням вартості його обслуговування з метою забезпечення стійкості фінансової системи країни та її фінансового суверенітету, підтримки належного рівня платоспроможності та кредитного рейтингу.
Управління борговою безпекою держави – сукупності відповідних заходів, які держава, в особі уповноважених органів, здійснює щодо планування, організації, оцінювання, прогнозування, координації, моніторингу, розробки ефективних методів і важелів зі збереження боргового навантаження на безпечному рівні, а також скороченню вартості його обслуговування з метою забезпечення фінансово-економічної безпеки держави.